# Konkav und konvex
Das Begriffspaar konkav und konvex beschreibt die Gestalt von Phänomenen. Dabei bedeutet konkav (von lateinisch concavus ‚gewölbt‘) „nach innen gewölbt“ und konvex (von lateinisch convexus ‚nach oben oder unten gewölbt‘) „nach außen gewölbt“.

Beispiel Zylinderlinsen:
A: Körper mit einer einachsig konvex gekrümmten Oberfläche (plan-konvex)
B: Körper mit einer einachsig konkav gekrümmten Oberfläche (plan-konkav)

Eine Gestalt, die weder konvex noch konkav ist, nennt man eben (plan) oder flach. Manche Formen vereinen sowohl konvexe als auch konkave Elemente miteinander. Oberflächen können bspw. in eine Richtung konvex und in eine andere konkav sein; dann bezeichnet man sie auch als sattelförmig, konkav-konvex oder konvex-konkav.

## Definition
Die Bezeichnung einer Gestalt als konvex folgt der mathematischen Definition einer konvexen Menge, in dem Sinn, dass bei einer konvexen Gestalt alle Bestandteile der kürzesten Verbindung zwischen zwei beliebigen Teilen der Gestalt auch Teil der Gestalt sind.
Eine Gestalt bezeichnet man dann als konkav, wenn sie diese Bedingungen nicht erfüllt, also wenn es kürzeste Verbindungen zwischen zwei Teilen der Gestalt gibt, deren Bestandteile nicht selbst Teil der Gestalt sind.
Die Bezeichnung der Gestalt einer Oberfläche als konkav oder konvex ist abhängig davon, wie „innen“ und „außen“ definiert sind. Im Allgemeinen bezeichnet man eine Teiloberfläche als konkav, wenn sie durch Wegnahme eines konvexen Körpers entstanden ist.
Bspw. nimmt eine Luftblase im Wasser – gemäß der im Folgenden gegebenen Definition – eine konvexe Gestalt an. Die Grenzfläche zum Wasser würde man also auch als „konvex“ beschreiben. Bei der Betrachtung eines Lichtstrahls, der durch die Luftblase dringt, stünde aber die Oberfläche des Wassers – als das Medium mit größerer optischer Dichte – im Vordergrund und man würde dieselbe Oberfläche als „konkav“ bezeichnen, da sie zerstreuend auf den Lichtstrahl wirkt.

### Ebene Geometrie
In der zweidimensionalen, ebenen, Geometrie spricht man von konvexen und konkaven Flächen und von konvexen oder konkaven Randteilen oder Begrenzungen einer Fläche. Gerade Randteile können zusätzlich bei der Begrenzung von konvexen oder konkaven Flächen vorkommen. Die Klassifikation eines Randteils einer Fläche als konvex oder konkav hängt davon ab, welche Seite des Rands man als die zu Grunde liegende Fläche definiert.
Konvexe Flächen haben keine konkaven Randteile. Die Begrenzung einer konkaven Flächen lässt sich aus konkaven Randteilen zusammensetzen. Flächen mit Löchern werden so bezeichnet, als wenn die Löcher Bestandteil der Fläche wären.

### Räumliche Geometrie

Der Ikosaederstumpf („Fußballkörper“) ist ein konvexer Körper im dreidimensionalen Raum

in der räumlichen Geometrie spricht man von konvexen Körpern und konvexen oder konkaven (Ober-)flächenteilen von Körpern. Wie analog in der ebenen Geometrie haben konvexe Körper keine konkaven Teiloberflächen.

### Beispiele
- Das Kuppeldach eines Gebäudes ist eine konvexe und seine Unterseite eine konkave Fläche (beide sphärisch).

- Der Untergurt eines Fischbauchträgers hat eine konvexe Außenfläche (zylindrisch; den i. d. R. als Fachwerk gestalteten Träger als Vollkörper gedacht).

- Kennzeichen einer Hohlkehle ist ihre konkave Oberfläche (zylindrisch bei gerader Kehle).

## Bedeutung in Fachdisziplinen

### Bautechnik
Die Textur von Oberflächen wird als konvex bezeichnet, wenn sie „Bergen mit Tälern“ entspricht; entspricht sie „Plateaus mit Schluchten“, wird sie als konkav bezeichnet.

### Gestalt- und Wahrnehmungspsychologie
Konvexe Formen werden in der Regel als geschlossene Formen oder vordergründige Figuren interpretiert, während konkave Formen dem Hintergrund zugeordnet werden. Dieses Phänomen wird bei Vexierbildern genutzt.

### Kunst
In der Bildhauerei wird das Begriffspaar für die Form von Elementen einer Skulptur oder Plastik verwendet. Bspw. haben Profile einen konvexen oder konkaven Querschnitt, oder an einem Werk gibt es konvexe Wölbungen oder konkave Kehlungen oder Dellen.

### Mathematik

#### Differentialgeometrie
In der Differentialgeometrie heißt eine Fläche dann konvex, wenn in jedem ihrer Punkte eine Umgebung existiert, für die alle Punkte der Umgebung auf einer Seite der Tangentialebene liegen.

#### Funktionentheorie
In der Funktionentheorie unterscheidet man außerdem konvexe und konkave Funktionen. In der mehrdimensionalen reellen Analysis werden Funktionen anhand der Definitheit der Hesse-Matrix als konvex oder konkav klassifiziert.

#### Mengenlehre und Geometrie
Konvexe Mengen, konvexe Körper und konvexe Flächen sind in der Mathematik für beliebig-dimensionale euklidische Räume definiert. 

#### Optimierungsverfahren
In der theoretischen Informatik und numerischen Mathematik werden bestimmte Verfahren als konvexe Optimierung bezeichnet.

#### Topologie und Geometrie
In der Topologie ist ein konvexer Kern eine bestimmte konvexe Teilmenge einer riemannschen Mannigfaltigkeit.

### Physik

#### Oberflächenphysik
In der Oberflächenphysik nutzt man die Bezeichnung zur Beschreibung der Oberfläche eines Mediums mit Oberflächenspannung, wie bspw. einer Flüssigkeit. Flüssigkeiten, die ihren Behälter benetzen bilden im Allgemeinen eine konkave Oberfläche aus; andere eine konvexe Oberflächen.

#### Optik

##### Konvexe und konkave Linsen

Optischen Linsen bezeichnet gemäß ihrer optisch wirksamen Oberflächen als (bi-)konvex, plan-konvex, konkav-konvex, konvex-konkav, plan-konkav oder (bi-)konkav. Dabei werden grundsätzlich Sammellinsen als ...-konvexe Linsen und Zerstreuungslinsen als ...-konkave Linsen bezeichnet.  Die nicht optisch wirksamen Oberflächen wirken sich nicht auf die Bezeichnung aus.

##### Konvexe und konkave Spiegel
Optische Spiegel bezeichnet man ebenfalls gemäß ihrer optisch wirksamen Oberflächen entweder als Konvexspiegel oder bei einer konkaven Form auch als Hohlspiegel.

##### Erläuterung
| Konvexe/Konkave Linsen   |        |
| konvex                   | konkav |
| plan                     |        |
| Flächenrandverbindung    |        |
| optisch dichteres Medium |        |

Liegt die Flächenrandverbindung im optisch dichteren Medium (siehe Bild), so handelt es sich um eine konvexe Linse. Hingegen liegt die 
 bei einer konkaven Linse in der optisch dünneren Materie, also außerhalb des 